# Wahlkreis Hersfeld
Der Wahlkreis Hersfeld (Wahlkreis 11) ist ein Landtagswahlkreis, der größtenteils im hessischen Landkreis Hersfeld-Rotenburg liegt. Zum Wahlkreis gehören die im Süden des Landkreises gelegenen Städte und Gemeinden Bad Hersfeld, Breitenbach, Friedewald, Hauneck, Haunetal, Heringen, Hohenroda, Kirchheim, Niederaula, Philippsthal und Schenklengsfeld sowie die zum Landkreis Fulda gehörenden Gemeinde Burghaun, Eiterfeld und Rasdorf.
Durch Gesetz vom 18. Dezember 2017 (GVBl. S. 478) wurde die zuvor zum Wahlkreis gehörende Gemeinde Ludwigsau dem Wahlkreis Rotenburg zugeschlagen. Gleichzeitig wurde die bis dahin zum Wahlkreis Fulda I gehörende Gemeinde Eiterfeld in den Wahlkreis eingegliedert.
Durch Gesetz vom 14. April 2022 wurde die zuvor zum Wahlkreis gehörende Gemeinde Neuenstein dem Wahlkreis Rotenburg zugeschlagen. Gleichzeitig wurden die bis dahin zum Wahlkreis Fulda I gehörende Gemeinden Burghaun und Rasdorf in den Wahlkreis eingegliedert.
Der Wahlkreis Hersfeld wurde am 1. Januar 1983 geschaffen, vorher gehörten die seinen jetzigen Bezirk bildenden Gemeinden zusammen mit den heute zum Wahlkreis Rotenburg zählenden Gemeinden Alheim, Bebra und Rotenburg zum Wahlkreis 8.

## Wahl 2023
| Landtagswahl in Hessen 2023 – WK HersfeldZweitstimmen %403020100 35,6 %24,7 %16,8 %7,0 %6,3 %4,2 %1,6 %1,4 %2,3 % CDUAfDSPDGrüneFWFDPLinkeTierschutzSonst.Gewinne und Verlusteim Vergleich zu 2018 %p 10 8 6 4 2 0 −2 −4 −6 −8+8,4 %p+7,9 %p−7,9 %p−5,6 %p+2,2 %p−2,9 %p−2,6 %p+0,6 %p+0,2 %pCDUAfDSPDGrüneFWFDPLinkeTierschutzSonst. |

| Gegenstand der Nachweisung | Gegenstand der Nachweisung | Erst- stimmen | Erst- stimmen | Zweit- stimmen | Zweit- stimmen |
| Bewerber                   | Partei                     | Anzahl        | %             | Anzahl         | %              |
| -------------------------- | -------------------------- | ------------- | ------------- | -------------- | -------------- |
| Wahlberechtigte            | Wahlberechtigte            | 62.687        | 62.687        | 62.687         | 62.687         |
| Wähler                     | Wähler                     | 43.595        | 43.595        | 43.595         | 69,5           |
| Ungültige Stimmen          | Ungültige Stimmen          | 918           | 2,1           | 814            | 1,9            |
| Gültige Stimmen            | Gültige Stimmen            | 42.677        | 97,7          | 42.781         | 98,1           |
| davon                      |                            |               |               |                |                |
| Stefanie Klee              | CDU                        | 14.758        | 34,6          | 15.215         | 35,6           |
| Kaya Kinkel                | GRÜNE                      | 2.894         | 6,8           | 3.014          | 7,0            |
| Tanja Hartdegen            | SPD                        | 8.530         | 20,0          | 7.207          | 16,8           |
| Kurt Gloos                 | AfD                        | 10.009        | 23,5          | 10.570         | 24,7           |
| Bernd Böhle                | FDP                        | 2.159         | 5,1           | 1.811          | 4,2            |
| Antonia Marquardt          | Die Linke                  | 724           | 1,7           | 681            | 1,6            |
| Pascal Möller              | Freie Wähler               | 3.603         | 8,4           | 2.677          | 6,3            |
|                            | Tierschutzpartei           |               |               | 615            | 1,4            |
|                            | Die PARTEI                 | 262           | 0,6           |                |                |
|                            | Piraten                    | 98            | 0,2           |                |                |
|                            | ÖDP                        | 79            | 0,2           |                |                |
|                            | P. f. schulm. Verjf.       | 15            | 0,0           |                |                |
|                            | V-Partei³                  | 66            | 0,2           |                |                |
|                            | PdH                        | 30            | 0,1           |                |                |
|                            | ABG                        | 66            | 0,2           |                |                |
|                            | APPD                       | 36            | 0,1           |                |                |
|                            | Basis                      | 115           | 0,3           |                |                |
|                            | DKP                        | 13            | 0,0           |                |                |
|                            | DIE NEUE MITTE             | 28            | 0,1           |                |                |
|                            | Volt                       | 150           | 0,4           |                |                |
|                            | Klimaliste                 | 33            | 0,1           |                |                |

## Wahl 2018
| Gegenstand der Nachweisung | Gegenstand der Nachweisung | Wahlkreis- stimmen | Wahlkreis- stimmen | Landes- stimmen | Landes- stimmen |
| Kreiswahlbewerber/in       | Partei                     | Anzahl             | %                  | Anzahl          | %               |
| -------------------------- | -------------------------- | ------------------ | ------------------ | --------------- | --------------- |
| Wahlberechtigte            | Wahlberechtigte            | 60.235             | 100,0              | 60.235          | 100,0           |
| Wähler                     | Wähler                     | 40.056             | 66,5               | 40.056          | 66,5            |
| Ungültige Stimmen          | Ungültige Stimmen          | 1.066              | 2,7                | 975             | 2,4             |
| Gültige Stimmen            | Gültige Stimmen            | 38.990             | 100,0              | 39.081          | 100,0           |
| davon                      |                            |                    |                    |                 |                 |
| Andreas Rey                | CDU                        | 10.108             | 26,1               | 10.218          | 26,1            |
| Torsten Warnecke           | SPD                        | 11.808             | 30,5               | 10.056          | 25,7            |
| Kaya Kinkel                | GRÜNE                      | 4.385              | 11,3               | 4.923           | 12,6            |
| Christian Krähling         | LINKE                      | 1.428              | 3,7                | 1.712           | 3,4             |
| Bernd Böhle                | FDP                        | 2.545              | 6,6                | 2.656           | 6,8             |
| Stefan Wild                | AfD Hessen                 | 6.431              | 16,6               | 6.771           | 17,3            |
| –                          | PIRATEN                    | x                  | x                  | 106             | 0,3             |
| Daniel Jäger               | FREIE WÄHLER               | 1.979              | 5,1                | 1.625           | 4,2             |
| –                          | NPD                        | x                  | x                  | 145             | 0,4             |
| –                          | Die PARTEI                 | x                  | x                  | 172             | 0,4             |
| –                          | ÖDP                        | x                  | x                  | 65              | 0,2             |
| –                          | Die Grauen                 | x                  | x                  | 36              | 0,1             |
| –                          | BüSo                       | x                  | x                  | 4               | 0,0             |
| –                          | AD-Demokraten              | x                  | x                  | 23              | 0,1             |
| –                          | Bündnis C                  | x                  | x                  | 48              | 0,1             |
| –                          | BGE                        | x                  | x                  | 41              | 0,1             |
| –                          | Die Violetten              | x                  | x                  | 25              | 0,1             |
| –                          | LKR                        | x                  | x                  | 11              | 0,0             |
| –                          | Menschliche Welt           | x                  | x                  | 28              | 0,1             |
| –                          | Die Humanisten             | x                  | x                  | 14              | 0,0             |
| –                          | Gesundheitsforschung       | x                  | x                  | 56              | 0,1             |
| –                          | Tierschutzpartei           | x                  | x                  | 314             | 0,8             |
| –                          | V-Partei³                  | x                  | x                  | 32              | 0,1             |

Neben dem direkt gewählten Wahlkreisabgeordneten Torsten Warnecke (SPD) zog auch die Grünen-Kandidaten Kaya Kinkel über die Landesliste ihrer Partei in den Landtag ein. Im September 2021 rückte Tanja Hartdegen (SPD) für den ausgeschiedenen Warnecke in den Landtag nach.

## Wahl 2013
| Gegenstand der Nachweisung | Gegenstand der Nachweisung | Wahlkreis- stimmen | Wahlkreis- stimmen | Landes- stimmen | Landes- stimmen |
| Kreiswahlbewerber/in       | Partei                     | Anzahl             | %                  | Anzahl          | %               |
| -------------------------- | -------------------------- | ------------------ | ------------------ | --------------- | --------------- |
| Wahlberechtigte            | Wahlberechtigte            | 61.289             | 100,0              | 61.289          | 100,0           |
| Wähler                     | Wähler                     | 44.206             | 72,1               | 44.206          | 72,1            |
| Ungültige Stimmen          | Ungültige Stimmen          | 1.565              | 3,5                | 1.301           | 2,9             |
| Gültige Stimmen            | Gültige Stimmen            | 42.641             | 100,0              | 42.905          | 100,0           |
| davon                      |                            |                    |                    |                 |                 |
| Andreas Rey                | CDU                        | 16.206             | 38,0               | 15.753          | 36,7            |
| Torsten Warnecke           | SPD                        | 18.056             | 42,3               | 16.439          | 38,3            |
| Bernd Böhle                | FDP                        | 1.241              | 2,9                | 1.631           | 3,8             |
| Jörg Althoff               | GRÜNE                      | 2.393              | 5,6                | 2.716           | 6,3             |
| Horst Zanger               | LINKE                      | 2.006              | 4,7                | 2.021           | 4,7             |
| Jörg Brand                 | FREIE WÄHLER               | 1.199              | 2,8                | 597             | 1,4             |
|                            | NPD                        | x                  | x                  | 935             | 2,2             |
|                            | REP                        | x                  | x                  | 74              | 0,2             |
|                            | PIRATEN                    | x                  | x                  | 536             | 1,2             |
|                            | BüSo                       | x                  | x                  | 13              | 0,0             |
|                            | ADd                        | x                  | x                  | 56              | 0,1             |
|                            | Die Grauen                 | x                  | x                  | 25              | 0,1             |
| Alexander Sauer            | AfD Hessen                 | 1.540              | 3,6                | 1.846           | 4,3             |
|                            | AVIP                       | x                  | x                  | 32              | 0,1             |
|                            | LUPe                       | x                  | x                  | 8               | 0,0             |
|                            | ÖDP                        | x                  | x                  | 33              | 0,1             |
|                            | Die PARTEI                 | x                  | x                  | 171             | 0,4             |
|                            | PSG                        | x                  | x                  | 19              | 0,0             |

Torsten Warnecke zog als Gewinner des Direktmandats in den Landtag ein.

## Wahl 2009
| Gegenstand der Nachweisung | Gegenstand der Nachweisung | Wahlkreis- stimmen | Wahlkreis- stimmen | Landes- stimmen | Landes- stimmen |
| Bewerber                   | Partei                     | Anzahl             | %                  | Anzahl          | %               |
| -------------------------- | -------------------------- | ------------------ | ------------------ | --------------- | --------------- |
| Wahlberechtigte            | Wahlberechtigte            | 62.673             | 100,0              | 62.673          | 100,0           |
| Wähler                     | Wähler                     | 37.809             | 60,3               | 37.809          | 60,3            |
| Ungültige Stimmen          | Ungültige Stimmen          | 1.416              | 3,7                | 1.141           | 3,0             |
| Gültige Stimmen            | Gültige Stimmen            | 36.393             | 100,0              | 36.668          | 100,0           |
| davon                      |                            |                    |                    |                 |                 |
| Elisabeth Apel             | CDU                        | 13.544             | 37,2               | 12.777          | 34,8            |
| Torsten Warnecke           | SPD                        | 14.379             | 39,5               | 12.580          | 34,3            |
| Stephan Nied               | FDP                        | 4.006              | 11,0               | 5.131           | 14,0            |
| Jörg Althoff               | GRÜNE                      | 2.252              | 6,2                | 2.753           | 7,5             |
| Horst Zanger               | LINKE                      | 1.487              | 4,1                | 1.713           | 4,7             |
|                            | REP                        | –                  | –                  | 108             | 0,3             |
|                            | FREIE WÄHLER               | –                  | –                  | 711             | 1,9             |
| Konrad Bentz               | NPD                        | 725                | 2,0                | 717             | 2,0             |
|                            | PIRATEN                    | –                  | –                  | 129             | 0,4             |
|                            | BüSo                       | –                  | –                  | 49              | 0,1             |

## Wahl 2008
| Gegenstand der Nachweisung | Gegenstand der Nachweisung | Wahlkreis- stimmen | Wahlkreis- stimmen | Landes- stimmen | Landes- stimmen |
| Bewerber                   | Partei                     | Anzahl             | %                  | Anzahl          | %               |
| -------------------------- | -------------------------- | ------------------ | ------------------ | --------------- | --------------- |
| Wahlberechtigte            | Wahlberechtigte            | 63.102             | 100,0              | 63.102          | 100,0           |
| Wähler                     | Wähler                     | 40.391             | 64,0               | 40.391          | 64,0            |
| Ungültige Stimmen          | Ungültige Stimmen          | 1.365              | 3,4                | 1.072           | 2,7             |
| Gültige Stimmen            | Gültige Stimmen            | 39.026             | 100,0              | 39.319          | 100,0           |
| davon                      |                            |                    |                    |                 |                 |
| Elisabeth Apel             | CDU                        | 13.972             | 35,8               | 13.428          | 34,2            |
| Torsten Warnecke           | SPD                        | 17.912             | 45,9               | 17.657          | 44,9            |
| Jörg Althoff               | GRÜNE                      | 1.889              | 4,8                | 1.648           | 4,2             |
| Stephan Nied               | FDP                        | 2.548              | 6,5                | 2.943           | 7,5             |
|                            | REP                        | –                  | –                  | 183             | 0,5             |
|                            | Die Tierschutzpartei       | –                  | –                  | 202             | 0,5             |
|                            | BüSo                       | –                  | –                  | 13              | 0,0             |
|                            | PSG                        | –                  | –                  | 10              | 0,0             |
|                            | Volksabstimmung            | –                  | –                  | 41              | 0,1             |
|                            | GRAUE                      | –                  | –                  | 45              | 0,1             |
| Horst Zanger               | LINKE                      | 1.339              | 3,4                | 1.714           | 4,4             |
|                            | Die Violetten              | –                  | –                  | 24              | 0,1             |
|                            | FAMILIE                    | –                  | –                  | 111             | 0,3             |
| Jörg Brand                 | FREIE WÄHLER               | 570                | 1,5                | 351             | 0,9             |
| Konrad Bentz               | NPD                        | 796                | 2,0                | 859             | 2,2             |
|                            | PIRATEN                    | –                  | –                  | 68              | 0,2             |
|                            | UB                         | –                  | –                  | 22              | 0,1             |

## Wahl 2003
| Gegenstand der Nachweisung | Gegenstand der Nachweisung | Wahlkreis- stimmen | Wahlkreis- stimmen | Landes- stimmen | Landes- stimmen |
| Bewerber                   | Partei                     | Anzahl             | %                  | Anzahl          | %               |
| -------------------------- | -------------------------- | ------------------ | ------------------ | --------------- | --------------- |
| Wahlberechtigte            | Wahlberechtigte            | 63.866             | 100,0              | 63.866          | 100,0           |
| Wähler                     | Wähler                     | 41.988             | 65,7               | 41.988          | 65,7            |
| Ungültige Stimmen          | Ungültige Stimmen          | 2.502              | 6,0                | 1.325           | 3,2             |
| Gültige Stimmen            | Gültige Stimmen            | 39.486             | 100,0              | 40.663          | 100,0           |
| davon                      |                            |                    |                    |                 |                 |
| Elisabeth Apel             | CDU                        | 18.920             | 47,9               | 19.046          | 46,8            |
| Eberhard Fischer           | SPD                        | 17.149             | 43,4               | 15.936          | 39,2            |
| Birgit Koch                | GRÜNE                      | 1.658              | 4,2                | 2.088           | 5,1             |
| Gerhard Pfromm             | FDP                        | 1.759              | 4,5                | 2.065           | 5,1             |
|                            | REP                        | –                  | –                  | 581             | 1,4             |
|                            | Die Tierschutzpartei       | –                  | –                  | 292             | 0,7             |
|                            | DIE FRAUEN                 | –                  | –                  | 150             | 0,4             |
|                            | PBC                        | –                  | –                  | 98              | 0,2             |
|                            | DKP                        | –                  | –                  | 55              | 0,1             |
|                            | ödp                        | –                  | –                  | 25              | 0,1             |
|                            | BüSo                       | –                  | –                  | 10              | 0,0             |
|                            | FAG Hessen                 | –                  | –                  | 28              | 0,1             |
|                            | PSG                        | –                  | –                  | 20              | 0,0             |
|                            | Schill                     | –                  | –                  | 269             | 0,7             |

## Wahl 1999
| Gegenstand der Nachweisung | Gegenstand der Nachweisung | Wahlkreis- stimmen | Wahlkreis- stimmen | Landes- stimmen | Landes- stimmen |
| Bewerber                   | Partei                     | Anzahl             | %                  | Anzahl          | %               |
| -------------------------- | -------------------------- | ------------------ | ------------------ | --------------- | --------------- |
| Wahlberechtigte            | Wahlberechtigte            | 64.470             | 100,0              | 64.470          | 100,0           |
| Wähler                     | Wähler                     | 45.161             | 70,0               | 45.161          | 70,0            |
| Ungültige Stimmen          | Ungültige Stimmen          | 1.427              | 3,2                | 706             | 1,6             |
| Gültige Stimmen            | Gültige Stimmen            | 43.734             | 100,0              | 44.455          | 100,0           |
| davon                      |                            |                    |                    |                 |                 |
| Elisabeth Apel             | CDU                        | 15.817             | 36,2               | 15.683          | 35,3            |
| Eberhard Fischer           | SPD                        | 22.523             | 51,5               | 22.532          | 50,7            |
| Ursula Wichmann            | GRÜNE                      | 1.529              | 3,5                | 1.512           | 3,4             |
| Gerhard Pfromm             | F.D.P.                     | 1.079              | 2,5                | 1.475           | 3,3             |
| Frank Legien               | REP                        | 1.130              | 2,6                | 1.052           | 2,4             |
|                            | Die Tierschutzpartei       | –                  | –                  | 195             | 0,4             |
|                            | DIE FRAUEN                 | –                  | –                  | 73              | 0,2             |
|                            | PASS                       | –                  | –                  | 23              | 0,1             |
|                            | DKP                        | –                  | –                  | 29              | 0,1             |
|                            | BüSo                       | –                  | –                  | 6               | 0,0             |
|                            | FWG                        | –                  | –                  | 151             | 0,3             |
| Bonita Giesler             | PBC                        | 121                | 0,3                | 121             | 0,3             |
|                            | DHP                        | –                  | –                  | 8               | 0,0             |
|                            | NATURGESETZ                | –                  | –                  | 26              | 0,1             |
|                            | ödp                        | –                  | –                  | 13              | 0,0             |
|                            | NPD                        | –                  | –                  | 109             | 0,2             |
| Harri Berndt               | BFB-Die Offensive          | 1.535              | 3,5                | 1.447           | 3,3             |

## Wahl 1995
| Gegenstand der Nachweisung | Gegenstand der Nachweisung | Wahlkreis- stimmen | Wahlkreis- stimmen | Landes- stimmen | Landes- stimmen |
| Bewerber                   | Partei                     | Anzahl             | %                  | Anzahl          | %               |
| -------------------------- | -------------------------- | ------------------ | ------------------ | --------------- | --------------- |
| Wahlberechtigte            | Wahlberechtigte            | 65.011             | 100,0              | 65.011          | 100,0           |
| Wähler                     | Wähler                     | 46.820             | 72,0               | 46.820          | 72,0            |
| Ungültige Stimmen          | Ungültige Stimmen          | 2.252              | 4,8                | 1.032           | 2,2             |
| Gültige Stimmen            | Gültige Stimmen            | 44.568             | 100,0              | 45.788          | 100,0           |
| davon                      |                            |                    |                    |                 |                 |
| Eberhard Fischer           | SPD                        | 22.763             | 51,1               | 22.634          | 49,4            |
| Heiner Hofsommer           | CDU                        | 15.065             | 33,8               | 15.423          | 33,7            |
| Hans-Jürgen Schülbe        | GRÜNE                      | 3.345              | 7,5                | 3.259           | 7,1             |
| Alexander Abshagen         | F.D.P.                     | 1.850              | 4,2                | 2.672           | 5,8             |
|                            | ÖDP                        | –                  | –                  | 49              | 0,1             |
|                            | GRAUE                      | –                  | –                  | 84              | 0,2             |
| Gerhard Apfelbach          | REP                        | 750                | 1,7                | 812             | 1,8             |
|                            | Solidarität                | –                  | –                  | 3               | 0,0             |
|                            | APD                        | –                  | –                  | 85              | 0,2             |
|                            | DKP                        | –                  | –                  | 12              | 0,0             |
| Gerd Fritsch               | NPD                        | 262                | 0,6                | 239             | 0,5             |
|                            | DHP                        | –                  | –                  | 4               | 0,0             |
|                            | f.NEP                      | –                  | –                  | 25              | 0,1             |
|                            | NATURGESETZ                | –                  | –                  | 34              | 0,1             |
|                            | BFB                        | –                  | –                  | 105             | 0,2             |
| Christina Schmidt          | PBC                        | 150                | 0,3                | 119             | 0,3             |
| Norbert Wohlgemuth         | STATT Partei               | 383                | 0,9                | 229             | 0,5             |

## Wahl 1991
| Gegenstand der Nachweisung | Gegenstand der Nachweisung | Wahlkreis- stimmen | Wahlkreis- stimmen | Landes- stimmen | Landes- stimmen |
| Bewerber                   | Partei                     | Anzahl             | %                  | Anzahl          | %               |
| -------------------------- | -------------------------- | ------------------ | ------------------ | --------------- | --------------- |
| Wahlberechtigte            | Wahlberechtigte            | 65.029             | 100,0              | 65.029          | 100,0           |
| Wähler                     | Wähler                     | 49.726             | 76,5               | 49.726          | 76,5            |
| Ungültige Stimmen          | Ungültige Stimmen          | 1.402              | 2,8                | 1.016           | 2,0             |
| Gültige Stimmen            | Gültige Stimmen            | 48.324             | 100,0              | 48.710          | 100,0           |
| davon                      |                            |                    |                    |                 |                 |
| Reinhold Stanitzek         | CDU                        | 17.835             | 36,9               | 16.632          | 34,1            |
| Günter Simon               | SPD                        | 26.202             | 54,2               | 25.193          | 51,7            |
| Hans-Jürgen Schülbe        | GRÜNE                      | 2.282              | 4,7                | 2.748           | 5,6             |
| Werner David               | F.D.P.                     | 2.005              | 4,1                | 2.859           | 5,9             |
|                            | REP                        | –                  | –                  | 898             | 1,8             |
|                            | DIE GRAUEN                 | –                  | –                  | 167             | 0,3             |
|                            | ÖDP                        | –                  | –                  | 95              | 0,2             |
|                            | PBC                        | –                  | –                  | 118             | 0,2             |

## Wahl 1987
|                     | Partei            | Anzahl | %     |
| ------------------- | ----------------- | ------ | ----- |
| Wahlberechtigte     | Wahlberechtigte   | 63.802 | 100,0 |
| Wähler              | Wähler            | 53.539 | 83,9  |
| Ungültige Stimmen   | Ungültige Stimmen | 635    | 1,2   |
| Gültige Stimmen     | Gültige Stimmen   | 52.904 | 100,0 |
| davon               |                   |        |       |
| Günter Simon        | CDU               | 27.167 | 51,4  |
| Reinhold Stanitzek  | CDU               | 18.630 | 35,2  |
| Irmgard Karamuschke | F.D.P.            | 3.821  | 7,2   |
| Adolf Corell        | GRÜNE             | 3.176  | 6,0   |
| Willi Belz          | DKP               | 110    | 0,2   |

## Wahl 1983
|                     | Partei            | Anzahl | %     |
| ------------------- | ----------------- | ------ | ----- |
| Wahlberechtigte     | Wahlberechtigte   | 63.934 | 100,0 |
| Wähler              | Wähler            | 55.852 | 87,4  |
| Ungültige Stimmen   | Ungültige Stimmen | 536    | 1,0   |
| Gültige Stimmen     | Gültige Stimmen   | 55.316 | 100,0 |
| davon               |                   |        |       |
| Reinhold Stanitzek  | CDU               | 18.531 | 33,5  |
| Günter Simon        | SPD               | 30.460 | 55,1  |
| Ulrich Fischer      | GRÜNE             | 2.084  | 3,8   |
| Peter Fricke        | F.D.P.            | 3.988  | 7,2   |
| Burghardt Hollstein | DKP               | 86     | 0,2   |
| Hartmut Benkmann    | LD                | 167    | 0,3   |

## Bisherige Wahlkreissieger
Direkt gewählte Abgeordnete des Wahlkreises Hersfeld waren:
| Jahr | Direktkandidat   | Partei | Stimmen in % |
| ---- | ---------------- | ------ | ------------ |
| 2023 | Stefanie Klee    | CDU    | 34,6         |
| 2018 | Torsten Warnecke | SPD    | 30,5         |
| 2013 | Torsten Warnecke | SPD    | 42,3         |
| 2009 | Torsten Warnecke | SPD    | 39,5         |
| 2008 | Torsten Warnecke | SPD    | 45,9         |
| 2003 | Elisabeth Apel   | CDU    | 47,9         |
| 1999 | Eberhard Fischer | SPD    | 51,5         |
| 1995 | Eberhard Fischer | SPD    | 51,1         |
| 1991 | Günter Simon     | SPD    | 54,2         |
| 1987 | Günter Simon     | SPD    | 51,4         |
| 1983 | Günter Simon     | SPD    | 55,1         |